# Nikołaj Panow
Nikołaj Fiodorowicz Panow (ros. Николай Фёдорович Пано́в, ur. 1890 w obwodzie moskiewskim, zm. 13 maja 1938 w Kujbyszewie) – radziecki działacz partyjny.

## Życiorys
Od 1911 działał w SDPRR, od 25 kwietnia 1923 do 2 grudnia 1927 członek Centralnej Komisji Kontrolnej RKP(b)/WKP(b), od kwietnia 1923 do grudnia 1925 członek Kolegium Partyjnego tej komisji, przewodniczący Środkowowołżańskiej Krajowej Rady Związków Zawodowych. W 1930 przewodniczący Środkowowołżańskiej Krajowej Komisji Kontrolnej WKP(b), od 13 lipca 1930 do 26 stycznia 1934 członek Centralnej Komisji Kontrolnej WKP(b), później do października 1937 kierownik Wydziału Handlu Radzieckiego Komitetu Obwodowego WKP(b) w Kujbyszewie.
24 października 1937 aresztowany, następnie rozstrzelany.